# ニヨン-サン＝セルゲ-モレ鉄道ABDe4/4 10-11形電車

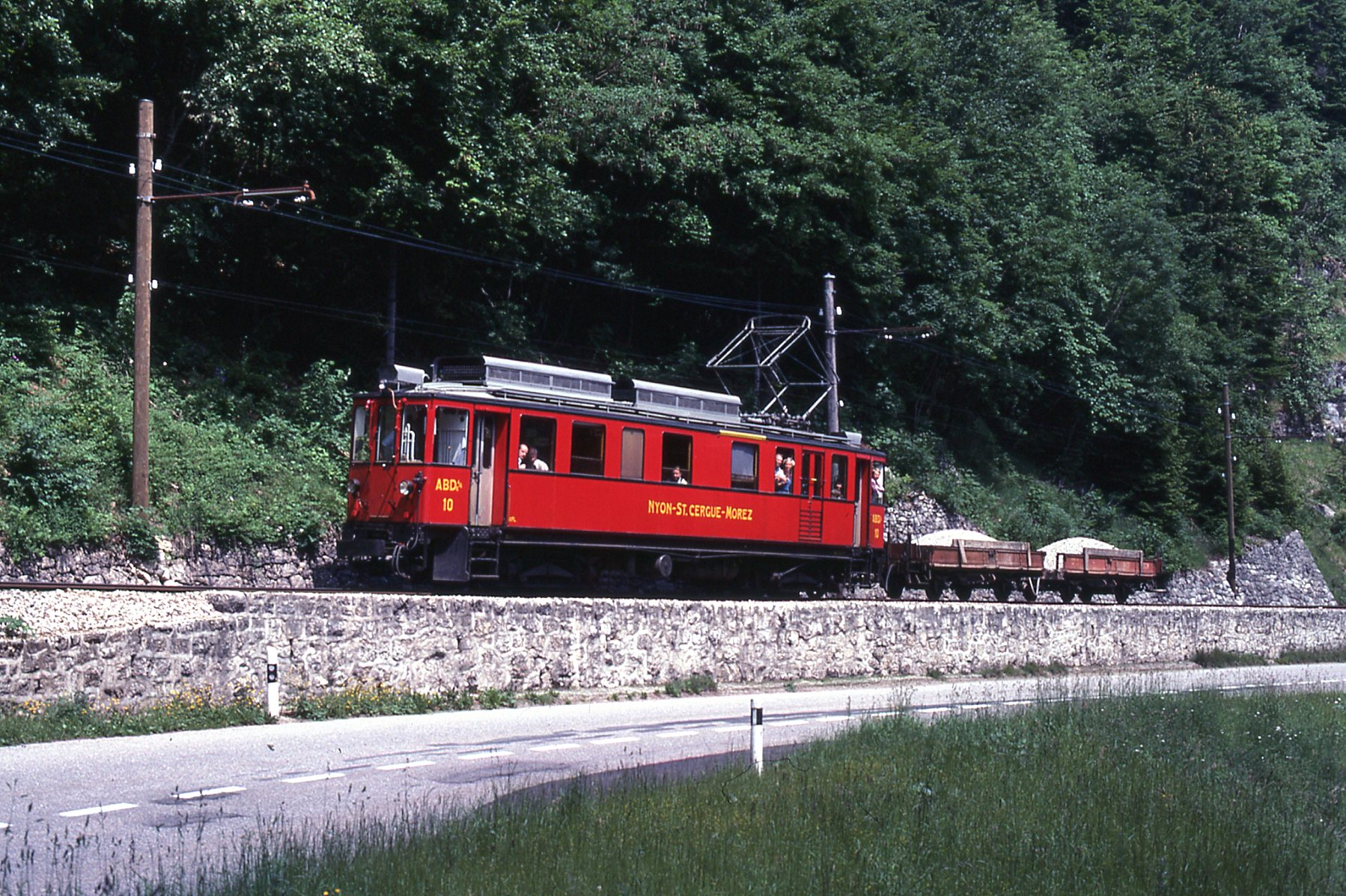
貨車2両を牽引するABDe4/4 10号機

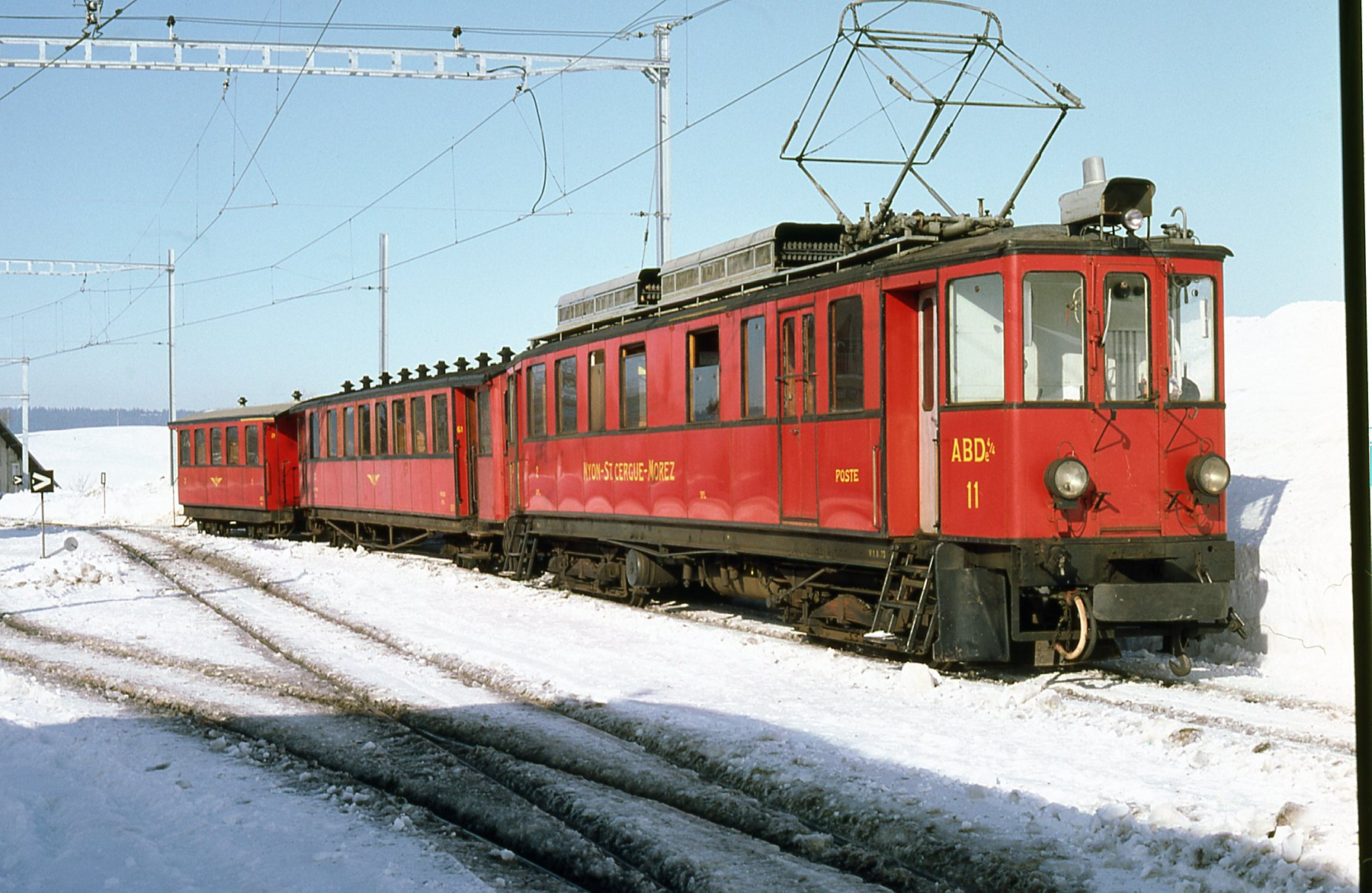
ABDe4/4 11号機が客車2両を牽引する列車、ラ・キュール駅

ニヨン-サン＝セルゲ-モレ鉄道ABDe4/4 10-11形電車(ニヨン-サン＝セルゲ-モレてつどうABDe4/4 10-11がたでんしゃ)は、スイス西部の私鉄であるニヨン-サン＝セルゲ-モレ鉄道（Chemin de fer Nyon-Saint-Cergue-Morez (NStCM)）で使用されていた山岳鉄道用電車である。なお、本機はCFZe4/4形の10号機および11号機として製造されたものであるが、その後客室、荷物室および郵便室の変更と1956、62年の称号改正によりABDe4/4形の10号機および11号機となっているものである。

## 概要
1916年から1917年にかけてスイス西部レマン湖畔のニヨンからスイス - フランス国境の街であるラ・キュールまで26 kmが開業し、1921年には国境を越えたフランス側のジュラ電気鉄道（1931年以降はモレ-ラ・キュール鉄道となる）を経由してフランス国鉄に接続するモレまで直通していたニヨン-サン＝セルゲ-モレ鉄道は、開業当初よりスイス国内では珍しい架線電圧DC 2200 Vで電化されていた。イタリアではその後一般的となる直流の高電圧による電化であるが、スイス国内においては1914年に開業したクール・アローザ鉄道でDC 2000 V（後に2400 Vに昇圧）が採用されたのに続きニヨン-サン＝セルゲ-モレ鉄道が2例目であったが、以後他の鉄道では直流電化は従来通りのDC 750 - 1500 Vが主流となり、高電圧での電化はこの2鉄道のみであった。このニヨン-サン＝セルゲ-モレ鉄道は電車が客車や貨車を牽引する列車で運行されており、1916年のニヨン - サン・セルゲ間19 kmの開業に際してBCe4/4 1形1機と、同一形式で車軸配置のみ異なるBCe2/4 5-6形2機の計3機の2等/3等合造電車が客車4両、貨車と共に総額250,000スイス・フランで用意され、その後1917年のサン・セルゲ - ラ・キュール間の開業に合わせて1918年に同型で室内配置を変更して3等/荷物/郵便合造電車としたCFZe 4/4 10-11形2機と客車x両、貨車x両が増備されている。また、ラ・キュール - モレ間がジュラ電気鉄道として1921年に開業したフランス側でも同じく同型で室内配置を変更したBCFZe4/4 1形およびBCFe4/4 2形が24年、36年に用意されており、この一連の機体はニヨン市街における併用軌道通過に対応した幅2170 mmの狭幅で、大型の側面窓やRが大きく平たい屋根を持つ車体と、比較的大出力の主電動機による43.1 kN（BCe2/4 5、6号機は21.6 kN）の牽引力を特徴とする勾配線用機であり、再急勾配60パーミルのニヨン-サン＝セルゲ-モレ鉄道線で旅客列車、貨物列車を牽引できる性能を有している。これらの機体のうち、本項で記述するABDe4/4 10-11形はCFZe4/4形の10号機および11号機として製造された機体を出自としており、1937年に荷物室を2/3等室に改造してBCZe4/4 10-11形に、その後1952-53年に郵便室を荷物室に変更する形式変更をしてBCFe4/4 10-11形、1956年の称号改正によりABFe4/4 10-11形、1962年の称号改正rによりABDe4/4 10-11形となったものである。本形式はベースとなったABe4/4 1...6形と同じく車体、機械部分、台車をSWSが、電機部分、主電動機はBBCが担当して製造されている。
なお、各機体の形式機番、製造所、製造年、その後の履歴は下表の通り
| CFZe4/4形 形式機番(製造時) | 製造所  | 製造年 | 2/3等室増設（1937年） →BCZe4/4形 | 形式変更(1952-55年) →BCFe4/4形 | 称号改正（1956年） →ABFe4/4形 | 称号改正（1962年） →ABDe4/4形 | 廃車年 |
| -------------------------- | ------- | ------ | -------------------------------- | ------------------------------ | ----------------------------- | ----------------------------- | ------ |
| CFZe4/4 10                 | SWS/BBC | 1918年 | BCZe4/4 10                       | BCFe4/4 10                     | ABFe4/4 10                    | ABDe4/4 10                    | 1986年 |
| CFZe2/4 11                 | SWS/BBC | 1918年 | BCZe4/4 11                       | BCFe4/4 11                     | ABFe4/4 11                    | ABDe4/4 11                    | 1986年 |

## 仕様

### 車体
- 車体は先に導入されていたBCe4/4 1号機、BCe2/4 5、6号機と同一の主要構造およびデザインで、車体構造は1900-30年代の私鉄車両では標準であった木鉄合造となっており、台枠は鋼製でその上に木製の車体骨組および屋根を載せ、前面および側面外板は鋼板を木ねじ止めとし、屋根、床および内装は木製としている。
- 台枠は溝形鋼のリベット組立式で、側梁を前後8400 mm間隔の枕梁間には左右1940 mm間隔で、端梁 - 枕梁間にはその一段内側の1600 mmに配置し、その間に横梁を渡した低床式路面電車と同様の構造となっているが、前後端の運転室・デッキ部と中央の客室の間には段差の無い構造であるほか、連結器設置箇所を除いて機器吊用梁以外の台枠中梁が無く、牽引力を側梁のみで伝達する構造となっている。車体は両運転台式で、側面下部にはごくわずかに裾絞りが付き、前後乗降口には乗降扉が設置されずにオープンデッキとなっているほか、併用軌道の走行に対応するために、1000 mm軌間の電車では通常2600 - 2700 mm程度である車体幅が2170 mmに抑えられ、同様に併用軌道での曲線通過時のオーバーハング抑制のため乗降口部から車体端側が左右に大きく絞り込まれて端部では車体幅1700 mmに狭まっているのが特徴である。また、窓下および窓枠、車体裾部 に型帯が入るほか、窓類は下部左右隅部R無、上部左右隅部がR付きの形態となっている。
- 正面は平面構成の3枚丸妻形態で、中央の貫通扉の左右に正面窓があり、正面下部左右と上部屋根中央部に外付式の丸形前照灯が配置されるものであるが、1900-1920年代のスイス私鉄電車の標準スタイルと比較して、屋根が薄く正面車体上端部が直線である、正面窓が大きいなどの特徴があるものとなっている。連結器 は台枠取付のねじ式連結器の緩衝器が中央一箇所でフックとリンクがその下部に配置されるタイプとなっており、空気ブレーキ用の連結ホースがその脇に装備されている。運転室は当時のスイスの電車で標準的な立って運転する形態で、正面中央の貫通扉の右側に力行および電気ブレーキ用の大形のマスターコントローラーが、左側に空気ブレーキハンドルおよび手ブレーキハンドルが設置されており、運転士は状況に応じてデッキ内を移動しながら運転を行う。
- 車体内は後位側から前後長さ940 mm運転室、800 mmでオープン式の乗降 デッキ、各々1440 mmの禁煙3等室、喫煙3等室（いずれも現在の2等室）、荷物室、郵便室、800 mmの乗降デッキ、940 mmの運転室の配列となってお り、側面は窓扉配置1D211D11D1D1（運転室-乗降デッキ-3等室窓-トイレ窓（反対サイドは主制御器室換気用ルーバー）-荷物室窓-荷物扉-荷物室窓-郵便室窓-郵便扉-郵便室窓-乗降デッキ-運転室窓）となっている。乗降デッキは高さ450 mmと340 mmのステップ2段付きでデッキ床面高は軌道面上1125 mm、各室床面高は1165 mm、デッキと各室間との扉は片開戸、運転室との扉は片引戸である。また、側面窓は幅1000 mmもしくは600 mm（トイレ、主制御器室ルーバー、郵便室）、高さ900 mm の大型サッシレス下落し窓となっているほか、主制御器室ルーバーおよびその下部は外開式の点検扉となっている。また、屋根上は前位側の台車上部に大型のパンタグラフ1基と、水雷型のベンチレーター、細長い形態の空気タンクが前後方向に左右800 mm間隔で2本設置されている。
- 客室は車体幅が狭いため、2+1列の3人掛けを基本とした固定式クロスシートを配置しており、座席定員は各室とも向かい合わせ1ボックスの5もしくは6名の3等計11名となっている。座席はシートピッチ1440 mmでヘッドレストの無い木製ニス塗りの ベンチシートで、2人掛けのものには座席上部に枕木方向に荷棚が設置されている。室内天井は白で中央部には1ボックス当たり1箇所白熱灯式室内灯が装備され、側壁面は木製ニス塗りとなっている。
- 車体塗装は濃茶色をベースに車体縁部や窓枠に縁取りの細い飾り帯が入るもので、側面下部中央に「NYON-ST.CERGE-MORES」の、各室ごとに客室等級と禁煙・喫煙・荷物室の区別および座席定員が、両端部に形式名機番がそれぞれ飾り文字で入っている。また、車体台枠、床下機器と台車は黒、屋根および屋根上機器はグレーである。

### 走行機器
- 制御装置はBBC製の機械式直接制御の抵抗制御方式のものを搭載しており、定格電圧1100 V、出力73.6 kWのTyp GTM8主電動機を4基を制御している。主電動機は2台を永久直列とし、これを直列7段、並列4段で制御して定格出力294 kWの性能と40 km/hの最高速度を発揮し、電気ブレーキとして6段の発電ブレーキ機能を有しているほか、力行・ブレーキとも切換器操作によって主電動機2基のみでの運転が可能になっており、この場合は力行時は7段のみの制御となる。なお、本形式は基本的には単行で運行されるが、重連総括制御機能を持たないため、重連時には協調運転で運行される。
- 1920年代頃のスイスでは主制御器はDC 1500 V程度までの架線電圧の機体では直接制御式とするのが主流であったが、本形式はDC 2200 Vを使用しているため、車体中央部の機器室内に主制御器を搭載して前後の運転室のマスターコントローラーのハンドル操作を車体床下を通したシャフトで主制御器に伝達して直接主制御器のカム軸制御器を操作し、床下に搭載した主抵抗器を使用して制御する方式となっており、一部補助回路を蓄電池のDC 36 V回路により制御している。
- ブレーキ装置は制御装置による発電ブレーキのほか、手ブレーキと空気ブレーキとして直通ブレーキを装備し、床下に台車ごとに計2基装備されたブレーキシリンダからブレーキロッドにより片押し式の踏面ブレーキを制御している。また、電動空気圧縮機はDC 2200 V駆動で容量590 lのBBC製Typ GC2を1基床下に搭載している。
- 台車はSWS製の鋼材組立て式の当時の標準的な構造のもので、主電動機を台車枠の車軸内側に吊り掛けて装荷しており、枕ばねは重ね板ばね、軸ばねはコイルばねとなっており、荷重は心皿と側受を、牽引力はセンターピンを介して伝達される。なお、動輪は8本（対）スポークの松葉スポーク車輪となっているほか、先頭部には小型の排障器兼スノープラウが設置されている。
- 前照灯、室内灯などの灯具類と客室暖房は基本的にDC 2200 Vと制限抵抗による動作となっており、このほかDC 36 V・20 Ahの蓄電池とその充電装置を搭載している。

### 主要諸元
- 軌間：1000 mm
- 電気方式：DC 2200 V 架空線式
- 最大寸法：全長16400 mm、全幅2200 mm、車体幅2170 mm、屋根高3430 mm
- 軸配置：Bo'Bo'
- 軸距：2300 mm
- 台車中心間距離：8400 mm
- 車輪径：920 mm
- 重量：29.8 t
- 定員：3等11名
- 荷物室面積：8 m2
- 荷物室荷重：2.5 t
- 郵便室面積：7.2 m2
- 郵便室荷重：1.2 t
- 走行装置
  - 主制御装置：抵抗制御
  - 主電動機：Typ GTM8直流直巻整流子電動機（定格出力73.6 kW、回転数660 rpm、最大回転数1150 rpm）×4基
  - 定格出力：294 kW（26 km/hにおいて）
  - 定格牽引力：43.1 kN（24 km/hにおいて）
  - 減速比：75:17 = 4.40
- 最高速度：40 km/h（設計最高速度45 km/h）
- ブレーキ装置：空気ブレーキ、手ブレーキ、発電ブレーキ

### 改造
- 1932-39年に床下の主抵抗器を屋根上に移設して発電ブレーキ時の連続定格容量を増加させ、代わりに屋根上の空気タンクを床下に移設する工事を行なっている。
- 1937年には荷物室を2等室および3等室とする改造が実施されている。これは荷物扉を廃止して壁面とした上で室内を仕切壁で2分割して郵便室の隣接する前位側を座席定員5名の2等室、トイレおよび主制御器室に隣接する後位側を3等室としたもので、3等室の座席定員は既存のものと合わせて20名となっている。なお、2等室の座席はBCe4/4 1形などと同じヘッドレストと壁側の肘掛付のモケット張りとなっているほか、この改造により形式名がBCZe4/4 10-11形となり、その後1952-55年の室内配置の変更[8]に伴いBCFe4/4 10-11形に形式変更されている。 11号機は1952年に3等室の座席配置を見直し10名としている。10号機も同じ回収を数年後に
- 1952年に床下に出力DC 300 V・40 kWの電動発電機を搭載して補機電源の低圧化を図っており、室内の電気暖房、灯火類の電源が架線電圧のDC 2200 Vから変更され、正面の電気暖房引通用の電気連結器が変更されている。
- 1952年から55年にかけて後位側乗降口に隣接した3等室の1ボックス分の座席とデッキと客室の仕切壁を撤去し、また、前位側デッキと郵便室の仕切壁を撤去して乗降デッキをそれぞれ拡大して乗降時の旅客の流れをスムーズにするとともに、従来扉が設置されていなかった乗降口に空気式の2枚外開式の扉を設置する工事を実施している。なお、同時にシートピッチの狭かった1937年に増設された前位側の3等室の座席配置を見直して補助席を設置し、デッキと荷物室にも補助席を設置しており、これらの改造により定員は以下のようになっている。
  - 10号機：2等5名、3等11名、補助席17名、立席17名
  - 11号機：2等5名、3等10名、補助席15名、立席20名
- このほか、台枠端梁左右に左右分割式スノープラウの設置、正面貫通扉窓へのウインドワイパーの設置、前照灯の変更、動輪の松葉スポーク車輪から通常の10本スポーク車輪への交換、塗装では飾り帯の省略と車体型帯と窓枠の黒の色差し、客室等級標記のローマ数字から数字への変更などがされている。なお、以上の改造により、製造当初は29.8 tであった自重は最終的に32.5 tとなっている。

## 同型機

### ニヨン-サン＝セルゲ-モレ鉄道ABDe4/4 1...6形
- 1916年の開業に合わせてBCe4/4 1号機、BCe2/4 5号機および6号機形としてBBC製のおよびSWSで製造された機体であり、主要構造および機器類はCFZe4/4 10-11形と同一であるが室内客室のみの2等/3等電車となっている。室内は前位側から3等室、トイレと主制御器室、2等室の配置となっていた。
- その後1917年には主電動機2基を搭載準備としていたBCe2/4 5号機および6号機を主電動機4基搭載に改造し、BCe4/4 1号機と合わせてBCe4/4 1...6形となっている。さらに1956年の称号改正でABe4/4 1...6形となった後、1966年に面積4 m2の郵便荷物室の設置に伴って形式名がABDe4/4 1...6形となっている。そのほか主抵抗器の大容量化や補助回路の低圧化、乗降口への扉設置とデッキ改大などの改造はABDe4/4 10-11形と同時期に同内容のものが実施されている。

### モレ-ラ・キュール鉄道ABFe4/4 1形
- 1921年のフランス側のラ・キュール - モレ間の開業後はニヨン-サン＝セルゲ-モレ鉄道の車両が直通運行しつつ、1921年にフランス側を運営するジュラ電気鉄道が客車と貨車を導入していたが、続く1924年に同鉄道最初の電車として2等/3等/荷物/郵便合造電車のBCFZe4/4 1形を導入している。この機体は車体の製造所がSWSからフランスのDyB[9]に変更となったほか、ニヨン-サン＝セルゲ-モレ鉄道の機体と主要構造および機器類は同一であるが室内は前位側から2等室、荷物室、3等室、郵便室の配置で、荷物室には片引戸が設置されているが郵便室へは乗降口を共用していた。車体製造所は変更となっているが外観も乗降口上部にアーチ状の飾りがつくなどの細部以外は同一となっている。
- その後1931年にジュラ電気鉄道が経営破綻したため、フランス側の区間の運行はモレ-ラ・キュール鉄道が引継いて運行しており、本機は1952年にABFZe4/4 1形に称号改正されつつ、他の機体と同様の機器類やデッキ拡大の改造を実施していたが、同鉄道も1958年に廃止となり、本機を含む車両はニヨン-サン＝セルゲ-モレ鉄道が引継いでいる。
- 本機はニヨン-サン＝セルゲ-モレ鉄道ではABFZe4/4 3形となり、その後1962年にABDZe4/4 3形に称号改正され、1966年にABDe4/4 3形に形式変更されている。

### モレ-ラ・キュール鉄道ABFe4/4 2形
- フランス側のジュラ電気鉄道を引継いだモレ-ラ・キュール鉄道が1936年にBCFe4/4 2形として増備した2等/3等/荷物合造電車であり、車体の製造所がフランスのCGV[10]に変更となり、乗降口に片開き戸を設置し、乗降デッキを若干拡大する、駆動装置の歯車比が5.13となるなどの変更がなされているほか、主抵抗器は当初より屋根上搭載となっている。なお、その後1952年には補助回路の低圧化の改造を実施しているほか、ABFe4/4 2形に称号改正されている。
- 本機も1958年にはニヨン-サン＝セルゲ-モレ鉄道引継がれてではABFe4/4 2形となり、1962年にABDe4/4 2形に称号改正されている。

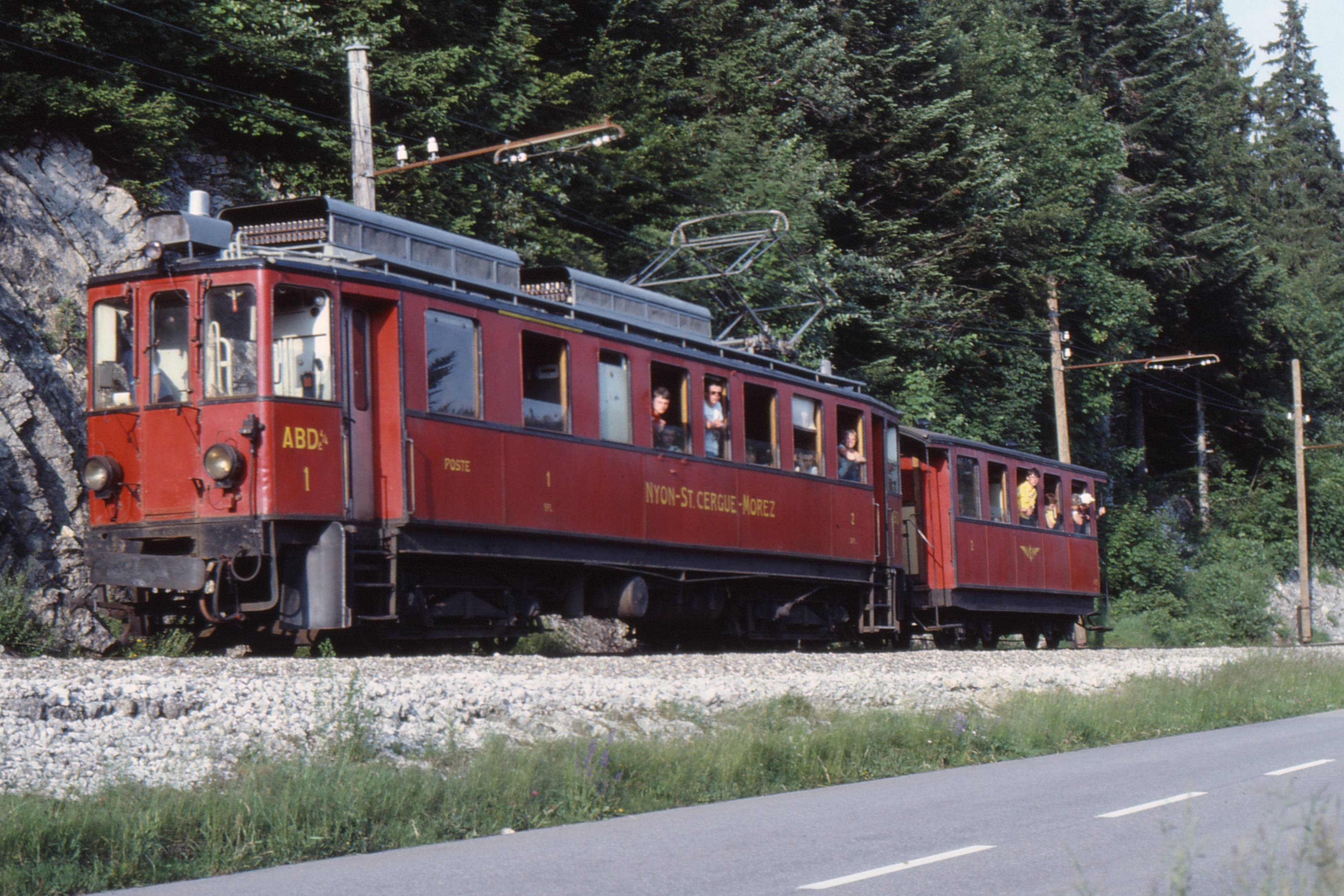
2等/3等合造車のBCe4/4 1形として製造されたABDe4/4 1...6形の1号機
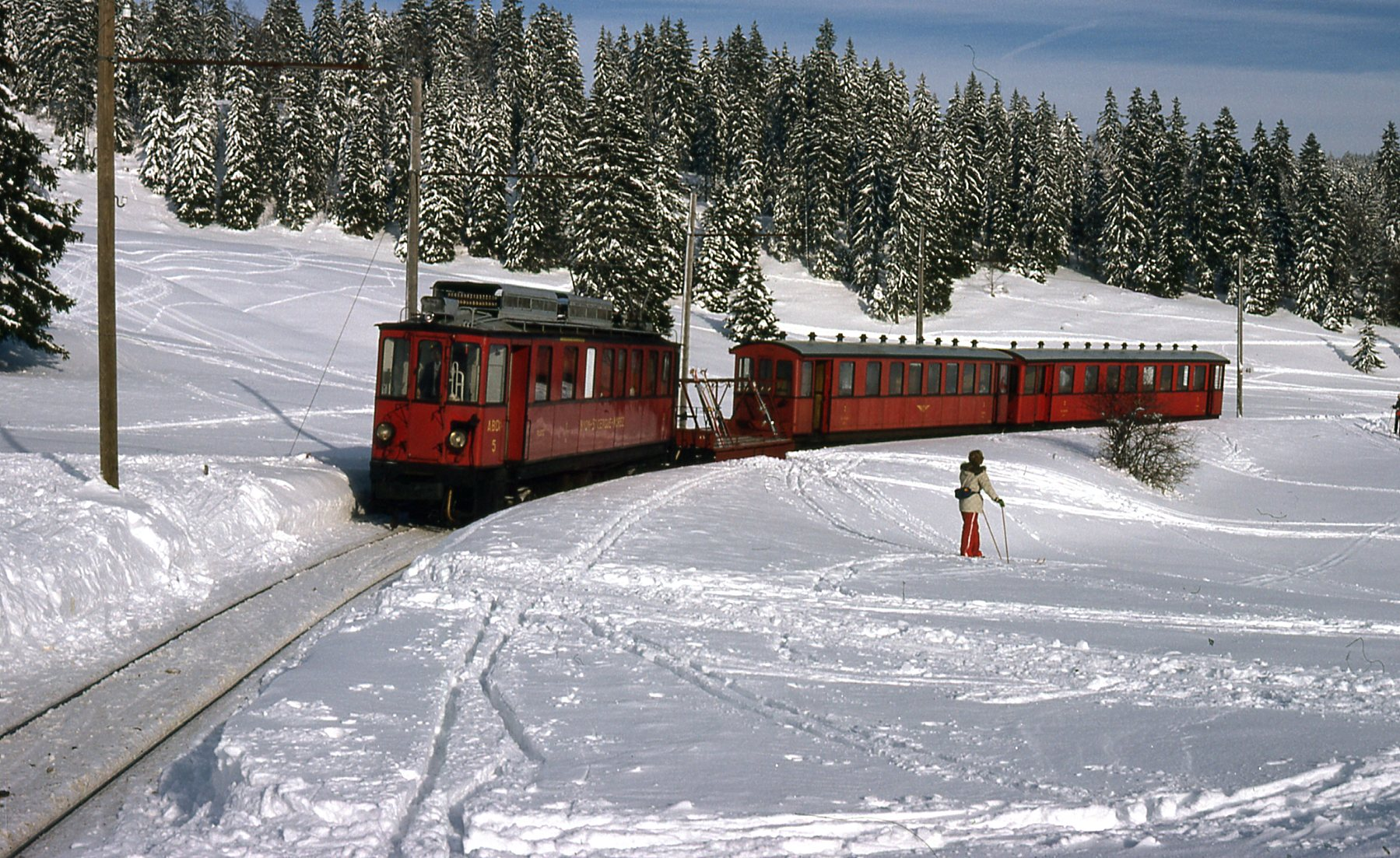
同じく2等/3等合造車のBCe2/4 5-6形として製造されたABDe4/4 1...6形の5号機
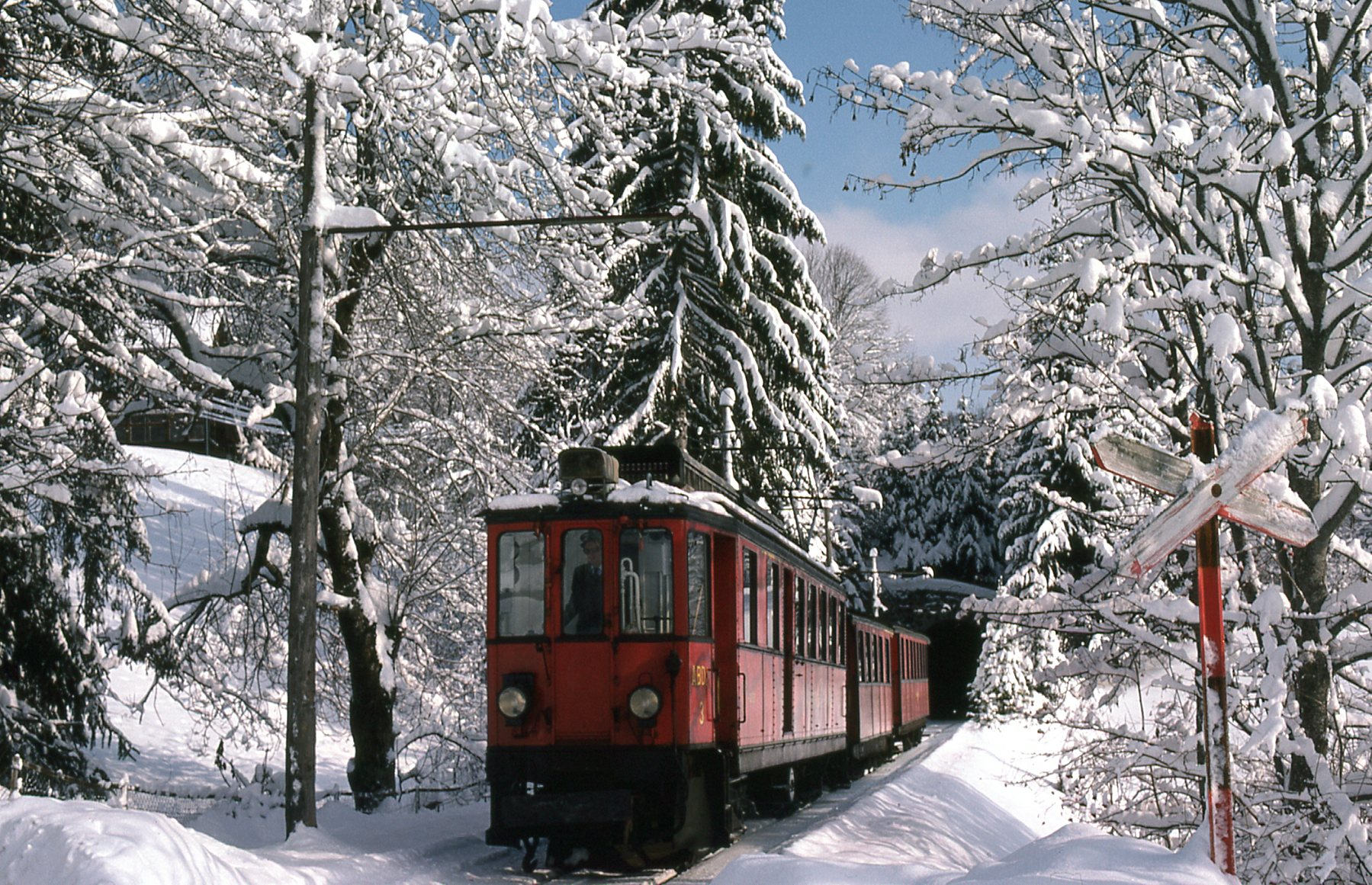
ジュラ鉄道の2等/3等/荷物/郵便合造車のBCFZe4/4 1形として製造されたニヨン-サン＝セルゲ-モレ鉄道ABDe4/4 3形
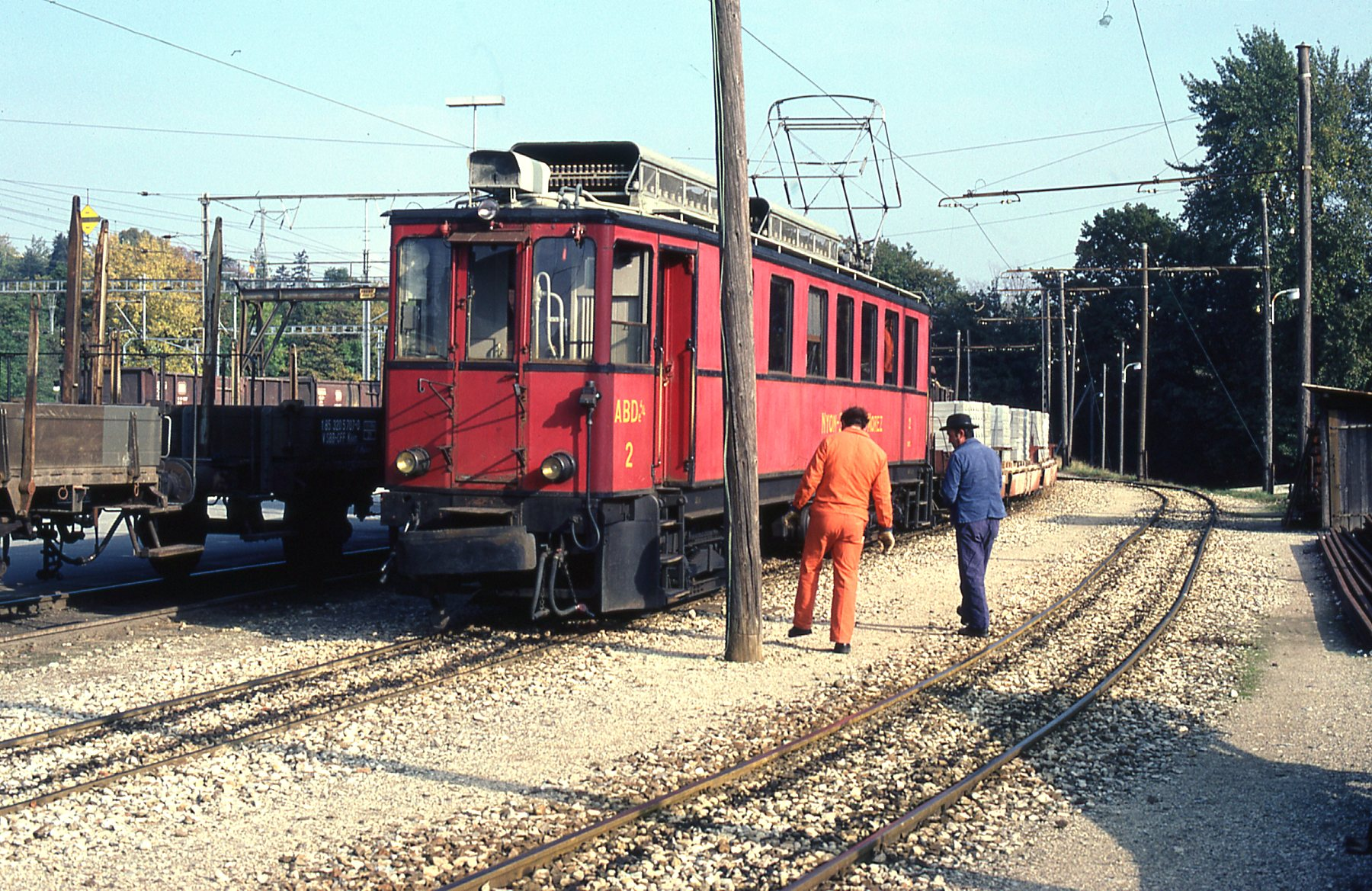
モレ-ラ・キュール鉄道の2等/3等/荷物/郵便合造車のBCFZe4/4 2形として製造されたニヨン-サン＝セルゲ-モレ鉄道ABDe4/4 2形

## 運行・廃車・譲渡

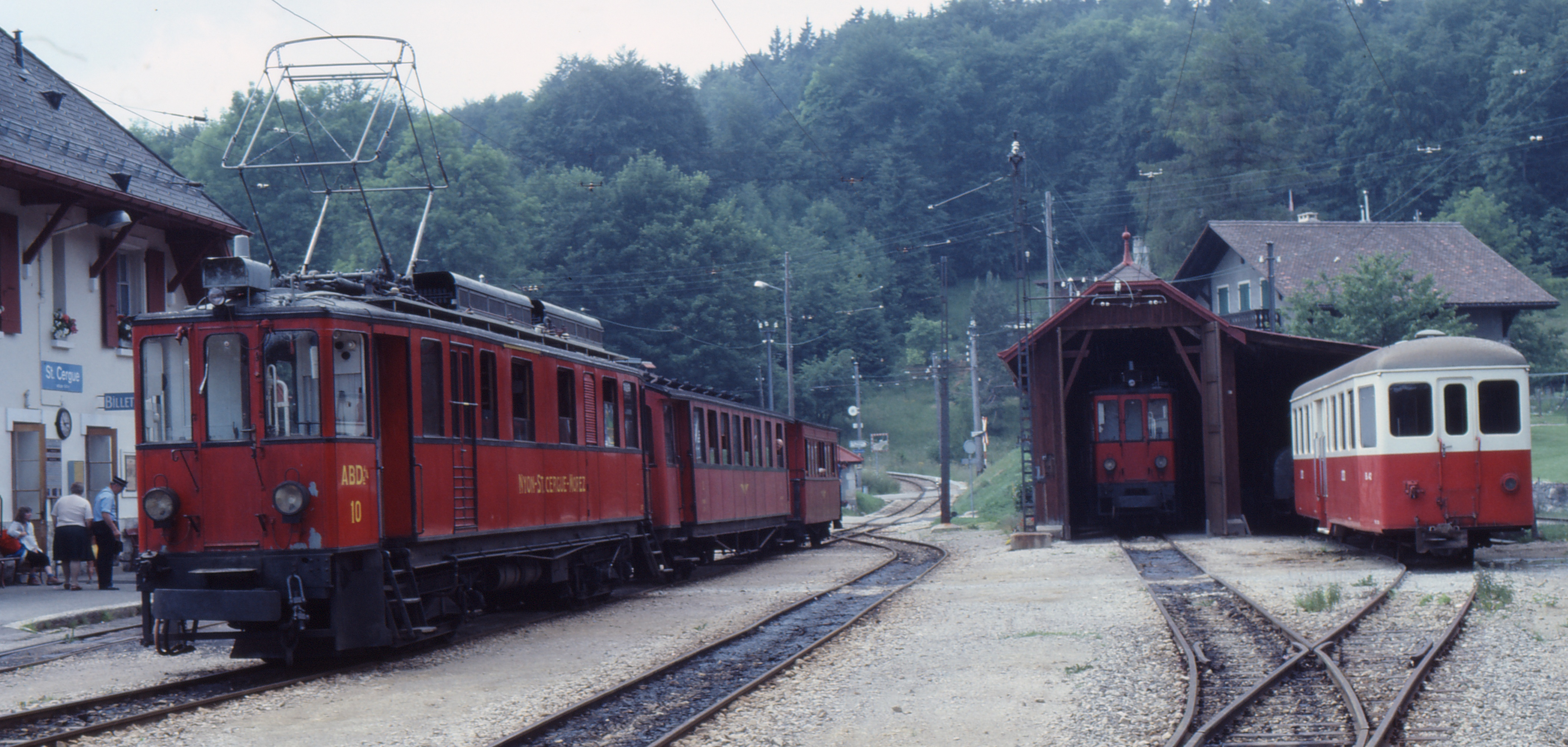
ABDe4/4 10号機が客車2両を牽引する列車など、サン=セルゲ駅、1983年

- ニヨン-サン＝セルゲ-モレ鉄道の全線は全長26.73 km、最急勾配は60パーミルで、スイス西部レマン湖畔で標高395 mのニヨンからジュラ山脈のリゾート地である標高1044 mのサン・セルグを経由して最高1230 mの地点を越えてフランス国境に近い標高1155 mのラ・キュールに至る山岳路線であるほか、1958年までは国境を越えてフランス国内のモレに至る延長39.1 kmの路線であり、モレではフランス国鉄に接続してパリ方面へのルートの一つを形成していた。
- 本形式はニヨン-サン＝セルゲ-モレ鉄道の国境を越えたフランス側を含む全線で運行されており、客車を牽引した旅客列車だけでなく、貨物列車や工事列車、除雪列車の運行にも使用されていた。
- ニヨン - ラ・キュール間の運行であった1920年夏ダイヤでの運行はニヨン - ラ・キュール間が3往復、所要約90分、ニヨン - サン=セルゲ間の区間列車が3往復（臨時1往復）、所要約60分であり、全線開通後の1935年夏ダイヤではニヨン - サン=セルゲ - モレ間が平日4往復、休日5往復で、区間列車がニヨン - ラ・キュール間が平日1往復、休日2.5往復、ニヨン - サン=セルゲ間が1.5往復、サン=セルゲ - モレ間が0.5往復、レ・ルス - モレ間1往復の運行でニヨン - モレ間は所要約120分であった。
- その後1940年には国境を越える列車の運行が中止され、1948年に再開されているが、1958年のモレ-ラ・キュール鉄道の廃止後はラ・キュールでのバスへの接続に変更されている。
- ニヨン-サン＝セルゲ-モレ鉄道とジュラ電気鉄道/モレ-ラ・キュール鉄道の車両は共通で運行されており、本形式を含む電車7機のほか、両鉄道が新製した2軸客車のAB 20-21形およびB 22-24形（いずれも後に2軸ボギー客車に改造）と2軸ボギー客車のB 51-52形およびB 61-62形などの14両の客車、26両の貨車が使用されていたほか、1979年にビール-テウフェレン-インス鉄道[11]から軽量客車のB 341-342形[12]を授受して本形式が牽引する列車として運行している。
- ニヨン-サン＝セルゲ-モレ鉄道では車両および送電設備の老朽化に対応するために1982年に総額2,700万スイス・フランの近代化計画を立案しており、1985年11月5日にサン・セルグ - ラ・キュール間が、翌12月5日にニヨン - サン・セルゲ間の電気方式がDC 2200 VからDC 1500 Vに変更されて旧来の車両がBe4/4 201-205形電車とBt 301-305形制御客車を主力として、B 341-342形やジュラ鉄道[13]から授受したBDe4/4 231-232形とローザンヌ-エシャラン-ベルヒャー鉄道[14]から授受したBDe4/4 221形に置き換えられており、本形式はABDe4/4 10号機、11号機ともに1986年に廃車となっている。
- 廃車後はABDe4/4 10号機、11号機ともにが1991、92年までにフランスの観光鉄道であるラ・ミュール鉄道[15]に譲渡され、ABDe4/4 11号機が運行され、10号機は予備機となっており、同様に1986年に譲渡されたABDe4/4 1号機と5号機は1号機が運行され、5号機が予備機となっていた。
- 2008年に設立された鉄道車両保存団体であるNyon-St.Cergue RétroによってABDe4/4 10号機が2010年にニヨン-サン＝セルゲ-モレ鉄道に戻され、2016年の完成を目指して復元工事中となっており、同時にDC 1500 V区間での走行が可能になるよう改造されることとなっている。